# كولين براونينج
كولين براونينج (بالإنجليزية: Colleen Browning)‏ هي رسامة أمريكية، ولدت في 16 مايو 1918 في Shoeburyness ‏ في المملكة المتحدة، وتوفيت في 22 أغسطس 2003 في نيويورك في الولايات المتحدة.

## وصلات خارجية
- كولين براونينج على موقع ديسكوغز (الإنجليزية)